# Fantasías sonoras
Fantasías sonoras is een compositie van Leonardo Balada. Het is een werk in de categorie thema met variaties maar dan op de wijze binnen de hedendaagse muziek. Balada schreef het werk voor de opening van het Benedum Center in Pittsburgh. Die zaal had als originele bestemming een bioscoop maar werd omgebouwd tot theater en concertzaal. Balada voltooide het in 1987 en het lag op de lessenaars van het Pittsburgh Symphony Orchestra, tevens opdrachtgever, op 4 oktober 1987. Sixten Ehrling gaf leiding aan die première in het Benedum Center. Na de eerste uitvoering reviseerde Balada het werk nog enigszins.
Balada schreef het werk voor:
- 3 dwarsfluiten, 2 hobo’s, 2 klarinetten, 2 fagotten
- 4 hoorns, 3 trompetten, 3 trombones, 1 tuba
- 3 man/vrouw percussie, piano/celesta, 1 harp
- violen, altviolen, celli, contrabassen